# (3074) Попов
(3074) Попов (англ. 3074 Popov, ранее 1979 YE9) — углеродный астероид семейства Нисы внутренней области пояса астероидов, диаметр около 10 км. Открыт 24 декабря 1979 года советским астрономом Людмилой Журавлёвой в Крымской астрофизической обсерватории. Малая планета является астероидом класса B, период вращения неизвестен. Объект назван в честь российского физика Александра Попова.

## Орбита и классификация
Астероид (3074) Попов входит в состав углеродной подгруппы семейства Нисы, группы астероидов во внутренней части Главного пояса недалеко от щели Кирквуда, на расстоянии 2,5 а.е. от Солнца. В этой области мало астероидов, поскольку она соответствует орбитальному резонансу 3:1 с Юпитером. Семейство Нисы названо по имени самого крупного представителя, астероида (44) Ниса.
(3074) Попов обращается вокруг Солнца на расстоянии 2,1–2,6 а.е. с периодом 3 года и 7 месяцев  (1307 дней; большая полуось равна 2,34 а.е.). Эксцентриситет орбиты равен 0,11, наклон относительно плоскости эклиптики составляет 2°.
Впервые астероид наблюдался как объект 1964 TZ в обсерватории Цзыцзиньшань в октябре 1964 года. Дуга наблюдения начинается с наблюдения астероида как объекта 1975 XK1 в декабре 1975 года в КрАО, за 4 года до официального открытия.

## Физические характеристики
По данным спектральной классификации Попов является астероидом класса B, обладающим более яркой поверхностью, чем большинство углеродных астероидов класса C.

### Диаметр и альбедо
Согласно результатам обзора, проведённого в рамках миссии NEOWISE телескопа Wide-field Infrared Survey Explorer, диаметр астероида Попов составляет 9,875 км, а альбедо поверхности равно 0,070.

### Период вращения
По состоянию на 2018 год данных о вращательной кривой блеска астероида получено не было. Период вращения астероида, его форма и местоположение полюсов остаются неизвестными.

## Название
Малая планета названа в честь российского физика и изобретателя Александра Степановича Попова (1859–1906). Официальное название было опубликовано Центром малых планет 31 мая 1988 года (M.P.C. 13174).